# Растяжин
Растяжин (укр. Розтяжин) — село на Украине, основано в 1905 году, находится в Коростенской городской общине Житомирской области.
Код КОАТУУ — 1822386604. Население по переписи 2001 года составляет 158 человек, по состоянию на 2011 год — 126 человек. Почтовый индекс — 11544. Телефонный код — 4142. Занимает площадь 0,61 км².